# Starrer Bogenausbau

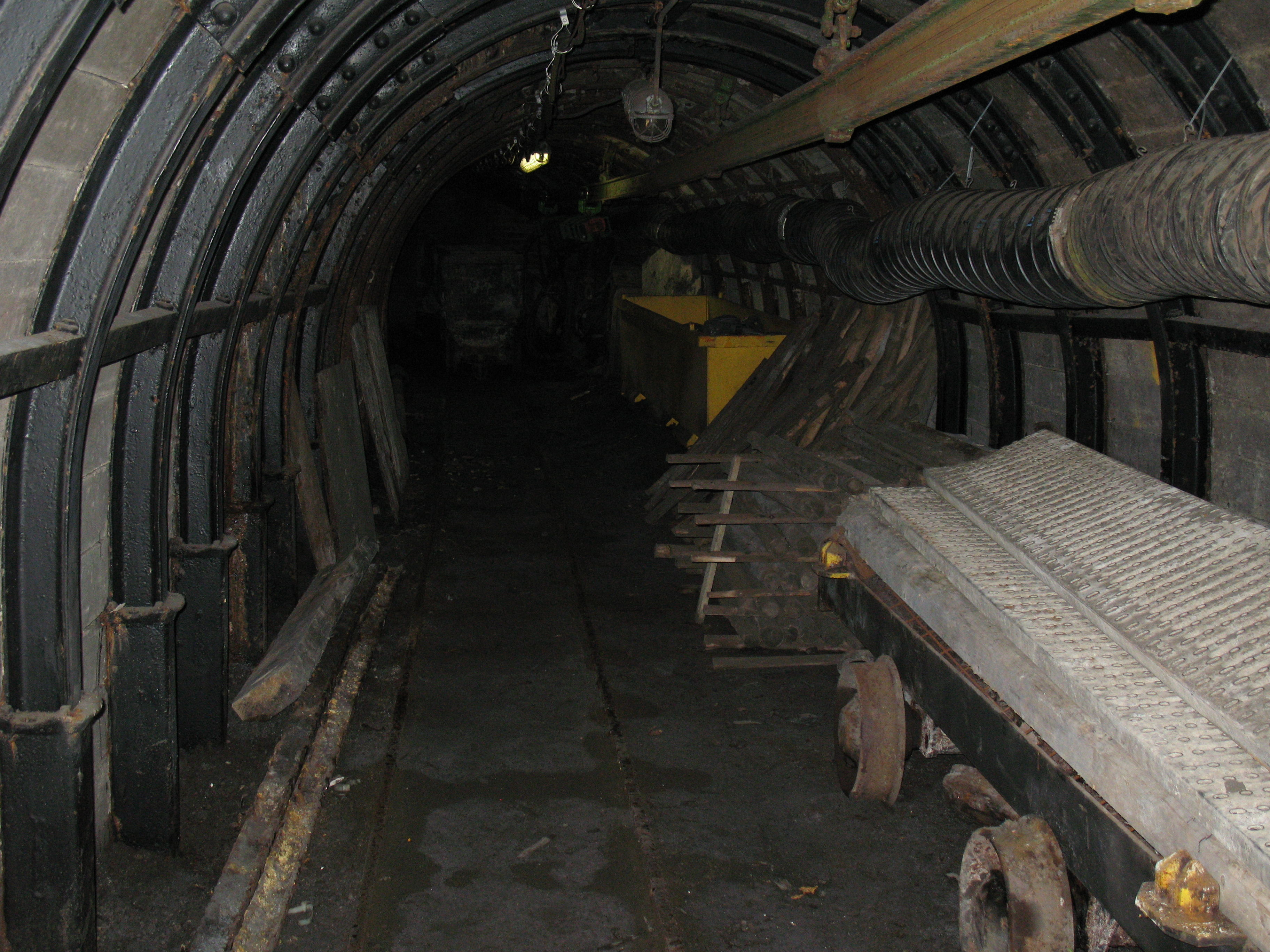
Starrer Bogenausbau

Der starre Bogenausbau ist ein teilelliptischer starrer Streckenausbau, der im Bergbau Untertage verwendet wird. Eingesetzt wird der starre Bogenausbau in langlebigen Grubenbauen der Ausrichtung, in Hauptstrecken, Füllorten und Werkstätten. Der starre Bogenausbau besteht in der Regel aus mehreren einzelnen Stahlsegmenten mit Stegprofil. Als Stahlprofile werden einstegige, symmetrische Vollwandprofile (HEA, HEB, INP) verwendet. Starrer Bogenausbau muss den Normen DIN 21531-1 oder DIN 21531-2 entsprechen.

## Geschichte
Bereits im Jahr 1869 wurde auf der Zeche Hannibal erstmals starrer Bogenausbau versuchsweise in einer Strecke eingebaut. Der Ausbau bestand aus dreiteiligen gusseisernen Bögen mit T-Profil. Dieser Ausbau bewährte sich jedoch nicht, da das Material für den Einsatz ungeeignet war. Anschließend wurden anstelle der gusseisernen T-Profile Grubenschienen verwendet. Der Ausbau bestand aus zwei Schienen, die im oberen Bereich halbkreisförmig gebogen wurden. Die beiden Halbbögen wurden im oberen Bereich miteinander zu einem Streckenbogen verlascht. Die unteren Enden der Schienen wurden mit Füßen aus Gusseisen versehen. Der erste Eisenausbau war für starken Gebirgsdruck ungeeignet. In einem Bergwerk in Oberschlesien waren starke Eisenbahnschienen bereits nach kurzer Einsatzzeit durchgebogen. Im Harzer Bergbau, wo der starre Bogenausbau in Feldortstrecken eingesetzt worden war, über denen bereits Abbau stattfand, wurden der Streckenausbau trotz geringem Bauabstand total verbogen. Gegen Ende des 19. Jahrhunderts wurde der Bogenausbau im Ruhrbezirk kaum noch eingesetzt. Ab der Mitte des Jahrhunderts wurde der Bogenausbau wieder verstärkt in den Hauptstrecken verwendet.

## Aufbau

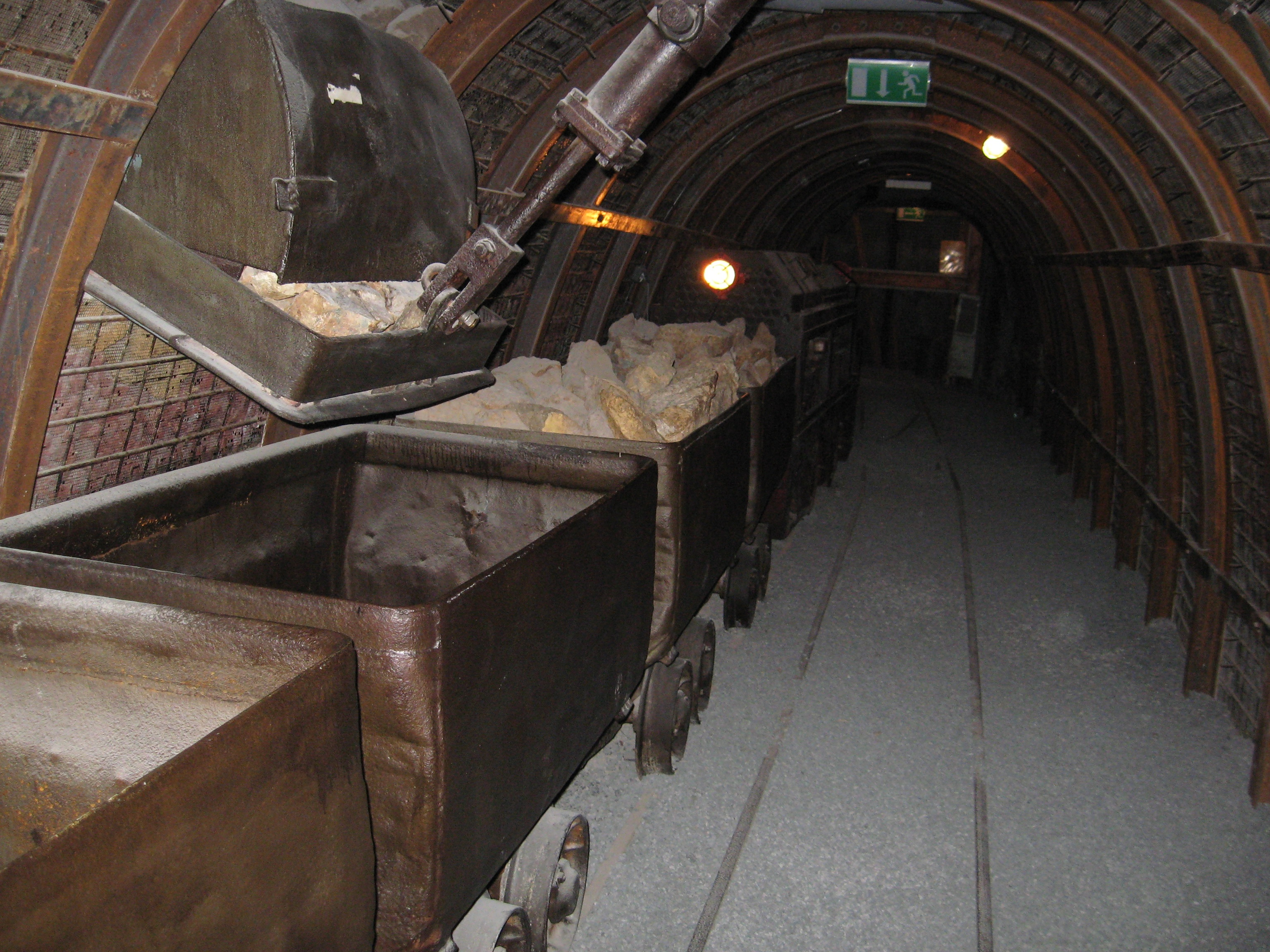
Starrer Bogenausbau im Sohlenbereich offen

Es gibt zwei unterschiedliche Typen des starren Bogenausbaus: Das sind der starre Bogenausbau, der im Sohlenbereich offen ist und der starre Bogenausbau, der im Sohlenbereich geschlossen ist. Am meisten verbreitet ist der Stahlbogenausbau, der im Sohlenbereich offen ist. Hierbei unterscheidet man verschiedene Bogenformen, den Rundbogen, den Hufeisenbogen und den Portalbogen. Beim Rundbogen sind die unteren Ausbauteile so geformt, dass sie senkrecht nach unten auslaufen. Beim Hufeisenbogen sind die unteren Teile des Ausbaus etwas nach innen gebogen. Beim Portalbogen sind die unteren Ausbauteile schräg nach außen gerichtet. Der Ausbau besteht aus einzelnen Segmenten, die stumpf aufeinanderstoßen. Als Profile werden meistens Stegprofile verwendet, entweder GI oder Breitflanschprofile. Die einzelnen Segmente werden durch Laschen miteinander verbunden. Es gibt unterschiedliche Laschenformen, von denen sich am besten die Klammerlaschen bewährt haben. Diese Laschen umklammern das Profil des Ausbausegments komplett und können höhere Biegemomente übertragen als die einzelnen Ausbausegmente. Flacheisenlaschen und U-Laschen haben sich aufgrund der mangelnden Festigkeit nicht durchsetzen können. Der unten geschlossene Bogenausbau ist ähnlich aufgebaut wie der unten offene Bogenausbau. Dieser Ausbautyp wurden im Bereich der Füllörter eingesetzt, wenn das Liegende quellend war. Es gab Bogenausbau mit geradem und mit gebogenem Sohleisen. Die Längsaussteifung zwischen den einzelnen Ausbaubögen erfolgt über eine entsprechende Verbolzung.

## Eigenschaften
Beim starren Bogenausbau nimmt die Höhe entsprechend der Sohlenbreite zu, sie ist jedoch stets 20 bis 30 Prozent kleiner als die Sohlenbreite. Aufgrund seiner Bogenform ist der starre Bogenausbau dem Türstockausbau an Tragfähigkeit überlegen. Wenn die maximale Tragfähigkeit des starren Bogenausbaus überschritten wird, kommt es zur Deformierung der einzelnen Ausbausegmente. Der Ausbau knickt seitlich oder frontal ein. Die Verformung der Segmente ist dabei in der Regel so stark, dass die Segmente nicht mehr gerichtet werden können. Um die Ausbausegmente besser vor Verformung zu schützen, wird die Klammerlasche in ihrer Festigkeit geschwächt. In der Norm wird deshalb für die Klammerlaschen eine geringere Güte des Stahls vorgeschrieben. Um eine leichte Nachgiebigkeit bei Stegprofilen zu erzielen, werden bei diesen Profilen sogenannte Schiebelaschen zur Verbindung der Segmente verwendet. Auch durch Senkstützen wird eine gewisse Nachgiebigkeit erreicht.